# モニカと仲間たち
『モニカと仲間たち（モニカとなかまたち、ポルトガル語: Turma da Mônica）』は、マウリシオ・デ・ソウザによるブラジルの漫画作品。および、漫画を原作とするアニメ等。ブラジルでは国民的な人気を獲得しており、テーマパークも建設されている。日本で紹介される場合には「『サザエさん』（長谷川町子）や『ちびまる子ちゃん』（さくらももこ）のような」と紹介されることもある。日本語表記としては『トゥルマ・ダ・モニカ』、『モニカ&フレンズ』表記もある。

## 歴史
1960年代、新聞記者を辞めたマウリシオ・デ・ソウザは犬のビドゥや少年Franjinhaを主人公にした漫画（コミック・ストリップ）を新聞に連載し、人気を得ていた。しかし、ソウザの漫画には女性キャラクターが少なく、その事で苦情も受けていた。
1963年に実の娘モニカ（Mônica）をモデルにした女の子のキャラクター「モニカ」を産み出す。

## アニメ
1970年代にはブラジル最大の放送局であるヘジ・グローボでTVアニメの放送が開始される。この放送は2014年まで続いた。2004年からはカートゥーン ネットワークでの放送も行われ、2017年サンパウロ州営のTVクルトゥーラでの放送が行われている。
ブラジルで放映されているポルトガル語をはじめ、スペイン語、英語、韓国語、中国語に翻訳されており、116か国で放映されている。
日本では、2021年4月12日から9月までキッズステーションの「子育てTV ハピクラ」内で放送された。その後、「Olá! マウリシオ TV」でも放送された。

### モニカ トイ
『モニカ トイ』は、アニメ「モニカ&フレンズ」を原作とした30秒のショートアニメ。言語的手法に依らず、効果音やBGMで演出が構成されており、言語の壁を越え世界中の人が楽しめる内容となっている。
田中秀幸演出、振付稼業air:man振り付けで実写の渡辺直美が『モニカ トイ』のキャラクターと共演する日本限定スペシャルオープニングムービーが製作され、2021年3月より、フジテレビの『キャラダチミュージアム〜MoCA〜』内で放送された。また、渡辺直美はアニメキャラクターとしても『モニカ トイ』にゲスト出演している。

## 主な登場人物
日本放映版のキャラクター名称は英語版の名前に基づいている。声は日本放映版における声優。
各キャラクターが好むプロサッカークラブ名は、サンパウロで必ず挙げられる4大ビッグクラブである。
モニカ
声:有村宮澄
とても力持ちの主人公。サムソンと言う名のウサギのぬいぐるみを愛玩しており、怒った際はそれでカスコンや、セボリーニャを殴りつけることが多い。サッカーはサンパウロFCのファンである。
スマッジ
声:冨沢竜也
オリジナルであるポルトガル語では「カスコン（Cascão）」という名前である。とっても活発だが、水、濡れたものに拒否反応を示す。サッカーはSCコリンチャンス・パウリスタのファンである。
マギー
声:相川奈都姫
モニカの親友。食欲旺盛。サッカーはサントスFCのファンである。
ジミーファイブ
声:宮澤はるな
オリジナルであるポルトガル語では髪型の玉ねぎ頭から「セボリーニャ（Cebolinha）」という名前である。仲間たちのリーダーになりたくて色々なプラン計画をしている。さ行(原語版はLとRを間違える)がうまく発音できない。サッカーはSEパルメイラスのファンである。
フランクリン
声:山口享佑子
常に発明をしている12歳の科学者。

## 若者編
2008年にモニカらの主人公の年齢をハイティーンに引き上げ、ストーリー漫画の形式にした『モニカと仲間たち 若者編』の展開が始まった。
2012年には手塚治虫の漫画キャラクターである『鉄腕アトム』のアトム、『リボンの騎士』のサファイア、『ジャングル大帝』のレオなどが、モニカたちと協力して、アマゾンの密林を護るために違法伐採者たちと戦うストーリーを描いた。日本国外で手塚漫画のキャラクターの使用許可が降りた初の事例となる

## テーマパーク
サンパウロには『モニカと仲間たち』のテーマパークパルケ・ダ・モニカが1993年に造られている。なお、パルケ・ダ・モニカは2010年にいったん閉園するが、2015年に再オープンしている。